# تم ده میران (بیژن‌آباد)
تم ده میران (بیژن آباد) مربوط به هزاره اول قبل از میلاد است و در شهرستان کهنوج، بخش رودبار، روستای سعید آباد واقع شده و این اثر در تاریخ ۲۷ مرداد ۱۳۸۲ با شمارهٔ ثبت ۹۵۷۳ به‌عنوان یکی از آثار ملی ایران به ثبت رسیده است.